# Еврипонтиди
Еврипонтидите (на гръцки: Ευρυπωντίδες; на латински: Eurypontide) са владетелска династия на древна Спарта. Те произлизат от цар Прокъл (ок. 1103–1062 пр.н.е.), който произлиза от Херакъл.
Най-значими представители на рода са Архидам II и Агезилай II.